# Ibn Battuta
Abu Abdallah Muhammad ibn Battut kendt som Ibn Battuta var en nordafrikansk pilgrims- og opdagelsesrejsende fra det 14. århundrede. Han blev født i Tanger i Marokko den 24. februar 1304 og døde samme sted engang i 1377. Bedst kendt er han for sine rejser, som han har beskrevet i sin egen rejsedagbog, der blev dikteret til Mohammed Ibn Yuzaj (el. Ibn Juzayy), der nedskrev dem i en 1000 sider lang rejsebeskrivelse.
Titlen på dette skrift lyder i engelsk oversættelse A Gift to Those Who Contemplate the Wonders of Cities and the Marvels of Travelling, men omtales ofte blot som Rihla (=Rejsen). På trods af, at store dele af rejsebeskrivelsen må betragtes som delvis fiktion, giver Rihla alligevel den mest omfattende beskrivelse af store dele af verden i det 14. århundrede.
På grundlag af Rihla er det opgjort, at Ibn Battuta har tilbagelagt mere end 120.000 km, langt mere end Marco Polo; en rekord, som først blev overgået i dampskibenes og jernbanernes tidsalder. Undervejs gennemrejste han mere end 44 lande (dvs. moderne lande).
Da Ibn Battuta begyndte sin pilgrimsfærd, var han alene, men senere rejste han fortrinsvis med et større følge, og han udviklede en evne til at omgive sig selv med stadig større velstand og stadig flere velbehageligheder.

## Opvækst
Man ved ikke meget om Batuttas barndom, men allerede som 21-årig brød han op fra familien og drog mod Mekka på hadj (pilgrimsfærd). Familien Battuta havde traditioner for uddannelse som jurister, dommere eller qadi´er. Han blev også selv uddannet jurist og skriftkyndig (inden for Islam) og han studerede aktivt under varierende ophold under sin rejse (bl.a. i Mekka). Det var også varierende funktioner som dommer og juridisk fortolker af Islam, der sikrede hans levebrød under den lange rejse.

## Rejser
I årene 1325 til 1354, altså omtrent 30 år, varede den rejse, der startede som en pilgrimsfærd til Mekka, og herunder rejste Ibn Battuta længere end noget andet menneske før dampskibenes og jernbanernes tid.

### Pilgrimsrejse til Mekka
Ibn Battuta rejste via Nordafrika og Ægypten og over Jerusalem til Damaskus. Derfra tog han med karavane til Medina og siden til Mekka. Hjemturen gik gennem Ilkhanens rige i det nuværende Irak og Iran. Battuta rejste fra Mekka til Najaf (kaliffen Alis begravelsessted), og derfra til Basra og Isfahan. Så gik turen videre til Shiraz og Bagdad, og derfra med karavane til Tabriz på silkevejen. Endelig vendte han tilbage til Mekka og havde et års ophold dér.

### Rejse til Afrika
Så rejste Ibn Battuta med skib gennem det Røde Hav til Aden. Derfra ned langs den østafrikanske kyst til Zeila, Ætiopien, Mogadishu, Mombasa, Zanzibar og Kilwa. Han vendte tilbage til Sydarabien og derfra til Oman og Hormuzstrædet. Så rejste han atter til Mekka og blev der et år.

### Via Konstantinopel til Delhi
Den næste rejse skulle gå til sultanen af Delhi. For at skaffe sig en tolk, tog han først til Anatolien, hvor han fulgte en karavane, der skulle til Indien. Men en sørejse fra Libanon førte ham til Alanya i Lilleasien, og derfra tog han til sydkysten af Sortehavet ved Sinope. Efter at have krydset Sortehavet, nåede han Kaffa på Krim. Tilfældigt mødte han en karavane under Usbeg, Den Gyldne Hordes khan og fulgte med den til Astrakhan. Derfra rejste han til Konstantinopel, som han nåede i slutningen af 1332. Her så han Hagia Sophia udefra og mødte kejser Andronikos 3. Derefter vendte han tilbage til Astrakhan og rejste videre nord om det Kaspiske hav og Aralsøen til Bokhara og Samarkand. Så rejste han til Afghanistan og derfra via bjergpassene til Indien. På grund af sin uddannelse som jurist i Mekka fik Battuta en langvarig ansættelse hos sultanen i Delhi, Muhammed Tuguluq.

### Rejse til Kina
Efter nogen tid bestemte han sig for at lave en ny rejse til Mekka, men sultanen tilbød ham en anden mulighed: at rejse til Kina som ambassadør. På vej til kysten blev hans selskab angrebet af hinduistiske oprørere, og han blev berøvet alt og skilt fra de andre. Det lykkedes ham at indhente sine rejsefæller i løbet af to dage og de fortsatte til Cambay. Derfra sejlede de til Calicut. Her blev to af hans tre skibe ødelagt af storm, og det tredje blev beslaglagt som strandingsgods på Sumatra. Efter en tid fortsatte han mod Kina via en omvej over Maldiverne, hvor han blev i ni måneder. Derefter rejste han til Sri Lanka, men på den videre færd blev han angrebet af sørøvere, måtte gå i land og rejse tilbage til Calicut. Derfra igen til Maldiverne og så med en kinesisk skib til Chittagong, Sumatra, Vietnam og endelig Quanzhou i Sydkina. Endelig rejste han til Hangzhou (nær Shanghai).

### Over Damaskus og den sorte død til Mekka
Vel tilbage i Quanzhou besluttede Ibn Battuta at rejse hjem. Først til Calicut og så via Hormuz og Iraq til Damaskus, hvor pesten rasede. Her hørte han, at faren var død, men rejste dog først videre til Palæstina og Mekka. Her bestemte han sig til at vende hjem til Marokko næsten et kvart århundrede efter at have forladt landet – dog ikke uden en omvej over Sardinien. Hjemme i Tanger fik han at vide, at også moderen var død.

### Til Spanien og hjem
Han rejste til Al-Andalus, det muslimske Spanien, hvor Alfonso 9. af Kastilien var tæt på at erobre Gibraltar. Ibn Battuta ville deltage i forsvaret af havnen, men da han nåede dertil, var Alfonso død af pest, og Gibraltar var ikke længere truet. Battuta fortsatte så for sin fornøjelses skyld via Valencia til Granada. På vejen hjem besøgte han Marrakech, som var næsten folketom efter pesten, og derfra vendte han hjem til Tanger.

### Gennem Sahara
I efteråret 1351 forlod Ibn Battuta Fez og nåede Sigilmasa. Derfra gik vejen over saltbyen Taghaza midt i ørkenen. Videre gennem den værste del af ørkenen til Walata i Maliriget. På den videre tur mod sydvest fulgte han Nigerfloden, som han mente måtte være Nilen. Endelig kom han til Timbuktu, som endnu var en lille, ubetydelig by. På vejen hjem fik han i Agadez besked om, at sultanen af Marokko beordrede ham hjem. Han nåede dertil i december 1353, og dermed sluttede hans sidste rejse.

### Erindringer og alderdom
På opfordring af sultan Abu Inan dikterede Ibn Battuta sine erindringer til digteren Mohammed Ibn Yuzaj. Resultatet blev hans Rihla (= rejsetekst), som er én af de mest præcise skildringer af det 14. århundredes verden – selv om han ind imellem pynter lidt på virkeligheden. Efter at have fuldført beretningen, levede han endnu i 22 år, hvor han var højt agtet i sin hjemegn.

## Ibn Battuta som kilde
Battuta var afgjort ikke nogen historiker, men hans rejseskildringer kan alligevel bruges som en øjenvidneskildring af forholdene midt i det 14. århundrede. Han var en skarpsindig journalist og et glimrende øjenvidne — for eksempel oplevede og beskrev han den sorte død i Damaskus i 1348. Det væsentlige er, at her får man en skildring af den civiliserede verden, set med en troende muslims øjne. For europæere var perioden en brydningstid med begyndende renæssance i Norditalien, samtidig med det meste af Europa befandt sig i Middelalderen. Hvorimod dele af den islamiske verden befandt sig på et kulturmæssigt højdepunkt. Battuta kunne rejse fra Tanzania til Centralasien eller fra Spanien og til Beijing og mange steder være heldig bl.a. at møde arabisk talende medmennesker.
Battuta foretrak muslimske lande, men han besøgte ganske vist en del andre, som det Byzantiske Rige, Konstantinopel, Indien, og Kina. Dog vovede han sig ikke indenfor i Hagia Sophia-kirken. Desuden havde disse lande den ulempe, for ham, at han ikke kunne forvente at finde nogen, som talte arabisk.

## Betydning for eftertiden
I flere århundreder var hans bog ukendt – selv i den islamiske verden – og den blev først genfundet i det 19. århundrede og oversat til mange sprog.
Battutas Rihla er en interessant skildring af steder og mennesker, og den viser en "moderne" personlighed med et åbent, modtageligt og nysgerrigt sindelag, præget af fromhed og stor tolerance.
Det er heldigt, at man har bevaret dette menneskes oplevelser af det, der vel var samtidens mest civiliserede del af verden. Det giver baggrund for at forstå handlemønstre og forståelseshorisonter blandt nutidens muslimer.